# Glinik Charzewski
Glinik Charzewski [pronunciación en polaco: /ˈɡlʲiɲik xaˈʐɛfskʲi/] es un pueblo ubicado en el distrito administrativo de Gmina Strzyżów, dentro del Distrito de Strzyżów, Voivodato de Subcarpacia, en el sur de Polonia oriental. Se encuentra aproximadamente a 6 kilómetros al noreste de Strzyżów y a 18 kilómetros al suroeste de la capital regional Rzeszów.